# カワルミライ
「カワルミライ」は、ちょうちょの1枚目のシングル。2011年7月27日にGloryHeavenから発売された。

## 概要
表題曲は、テレビアニメ『神様のメモ帳』のオープニングテーマとして使用された。
PVは、CGは駆使しており、撮影の際にはスタジオ設置のプールが使用された。尚ジャケットは、岸田メルによる描き下ろしイラストとなっている。
アニメロの2011年度年間ランキングでは、「超!アニメロ 着うたフル」で41位、「アニメロ★うた 着うた」で52位を獲得した。

## チャート成績
初週3,624枚を売り上げ、2011年8月8日付オリコン週間シングルランキングで初登場38位を獲得した。チャート登場回数は7回。累計8,059枚のセールスを記録した。

## 収録曲
1. カワルミライ [4:05]
作詞：こだまさおり、作曲・編曲：中山真斗（Elements Garden）
アリスの視点で歌った楽曲[4]。
歌詞には「笑顔の調べ」や「今日のエチュード」といった音楽を連想させるものが取り込まれている[4]。
ちょうちょは、曲の難易度が高いために何度も練習した事を明かしている[4]。
2. Sleeping Butterfly [5:13]
作詞：ちょうちょ、作曲・編曲：板垣祐介
ちょうちょの現在の心境が表現されており、作詞も一日で書き上げられた[4]。
3. カワルミライ（INST）
4. Sleeping Butterfly（INST）

## 演奏
カワルミライ
- 中山真斗：Guitar, All Other Instruments, Programming
- 室屋光一郎ストリングス：Strings

Sleeping Butterfly
- 板垣祐介：Guitar, All Other Instruments, Programming

## 収録アルバム
| 曲名               | アルバム                                                        | 発売日         | 備考                                       |
| ------------------ | --------------------------------------------------------------- | -------------- | ------------------------------------------ |
| カワルミライ       | 『flyleaf』                                                     | 2012年8月8日   | 1stアルバム                                |
| カワルミライ       | 『ChouCho ColleCtion "bouquet"』                                | 2016年5月25日  | ベストアルバム                             |
| カワルミライ       | 『ChouCho the BEST』                                            | 2021年12月8日  | ベストアルバム                             |
| カワルミライ       | 『Heart of Magic Garden 〜Lantis Artists Self Tribute Album〜』 | 2012年6月27日  | 伊藤真澄によるリアレンジバージョンを収録。 |
| カワルミライ       | 『naked garden』                                                | 2019年11月27日 | アコースティック・バージョンで収録         |
| Sleeping Butterfly | 『flyleaf』                                                     | 2012年8月8日   | 1stアルバム                                |

## カバー
- 2011年11月23日発売の『TVアニメ『神様のメモ帳』アリスの勤労感謝を耐え忍ぶCD』で、アリス（小倉唯）がカワルミライをカバーした[6]。また、同年9月21日発売の『電撃文庫MAGAZINE 2011年11月号増刊 メディアジャック!!スペシャル』付録DVDにて、小倉唯が歌う同曲のMVが収録されている[7]。